# 껌 월

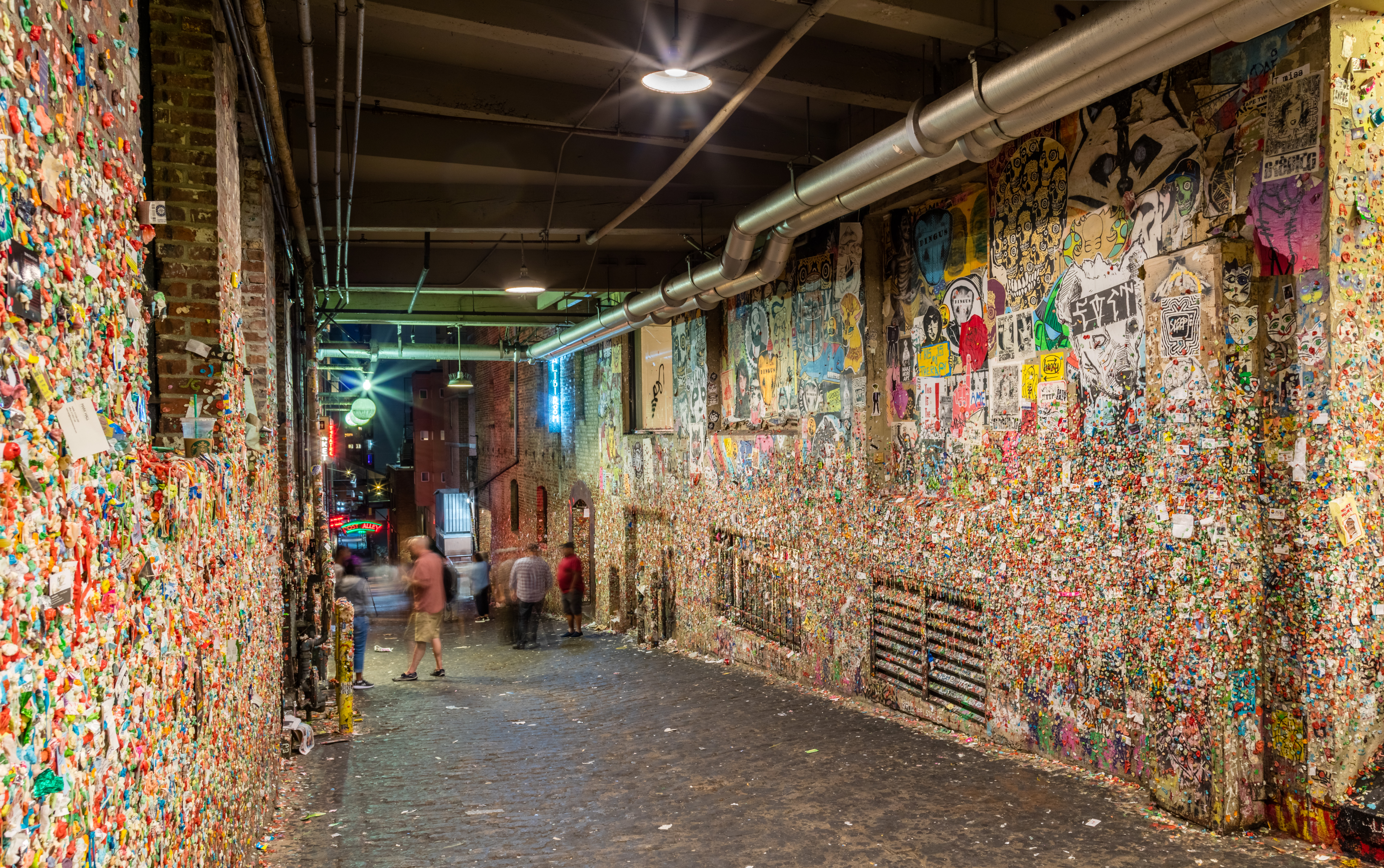
껌 월 (2017년)

껌 월(영어: Gum Wall)은 미국 워싱턴주 시애틀 파이크 플레이스 마켓 아래에 위치한 벽돌 벽이다. 1번가에서 마켓의 정문 남쪽, 파이크 스트리트 근처 포스트 앨리에 위치한 이 벽은 사용된 껌으로 덮여 있다. 벽의 껌 축적물 중 특정 구역은 두께가 몇 인치이고 길이 50피트(15m) 구간을 따라 높이가 15피트(4.6m)에 이른다. 1990년대에 실수로 생겨난 껌 월은 시애틀의 관광지로 발전했다.